# Andrei Kivilev
Andrei Kivilev (20 de setembro de 1973 — 12 de março de 2003) foi um ciclista de estrada profissional cazaquistanês. Tornou-se profissional no ano de 2003.